# Fabiana Diniz
Pour les articles homonymes, voir Diniz.
Fabiana Carvalho Carneiro Diniz, dite Dara, née le 13 mai 1981 à Guaratinguetá au Brésil, est une handballeuse internationale brésilienne. Elle est championne du monde 2013.

## Biographie
En conséquence du partenariat est signé en 2011 entre Hypo Niederösterreich et la Confédération brésilienne de handball, elle rejoint le club autrichien en 2012. En 2014, cet accord est rompu et Diniz, comme les autres joueuses brésiliennes de l'équipe, est alors libre de rejoindre le club de son choix et signe ainsi un contrat de deux ans au Nantes LA HB.
À l'été 2015, elle rejoint le club allemand du SG BBM Bietigheim. Elle met un terme à sa carrière après cette dernière saison en Allemagne.

## Palmarès

### En club
compétitions nationales
- championne d'Autriche en 2013 et 2014 (avec Hypo Niederösterreich)
- vainqueur de la coupe d'Autriche (ÖHB-Cup) en 2013 et 2014 (avec Hypo Niederösterreich)

compétitions internationales
- vainqueur de la Coupe d'Europe des vainqueurs de coupe en 2013 (avec Hypo Niederösterreich)

### En sélection
Jeux olympiques
- - 7e place aux Jeux olympiques de 2004 d'Athènes,  Grèce
  - 9e place aux Jeux olympiques de 2008 de Pékin,  Chine
  - 6e place aux Jeux olympiques de 2012 de Londres,  Royaume-Uni

championnat du monde
- 20e place au Championnat du monde 2003,  Croatie
- 14e place au Championnat du monde 2007,  France
- 15e place au Championnat du monde 2009,  Chine
- 5e place au Championnat du monde 2011,  Brésil[8]
- Médaille d'or au Championnat du monde 2013,  Serbie[9]

Jeux panaméricains
- Médaille d'or aux Jeux panaméricains de 2003
- Médaille d'or aux Jeux panaméricains de 2007
- Médaille d'or aux Jeux panaméricains de 2011

championnat panaméricain